# لو كورتيس
لو كورتيس (5 أغسطس 1928 في أستراليا - 27 سبتمبر 2014) (بالإنجليزية: Lou Curtis)‏ هو لاعب كريكت أسترالي.

## وصلات خارجية
- لو كورتيس على موقع إي آس بي آن كريك إنفو (الإنجليزية)